# 호세 리잘급 호위함
호세 리잘급 호위함(Jose Rizal-class frigate)은 필리핀 해군이 발주한 2척의 미사일탑재 호위함 중 선도함으로서, 세미-스텔스 함선으로 설계됐다. 
해당 호위함들은 현대중공업 (HHI)이 설계한 HDF-3000 (공식적으로는 HDF-2600으로 알려져 있다)을 기반으로 필리핀 해군의 요구 사항에 맞게 특별히 설계된 함선들이다. 새로이 도입되는 호위함들은 그레고리오 델 필라 (Gregorio del Pilar)급 등 타국에서 기증 받은 노후함선들로 구성된 필리핀 해군의 미래 해상 작전능력을 향상시킬 것으로 기대된다.

## 도입배경

### 1단계 입찰
2013년 5월 필리핀 국방부 (DND)는 자국 해군이 사용할 2척의 호위함을 180억 달러 (2013년 5월 기준 약 4억 3,700만 달러)에 조달하기 위한 '호위함 도입사업'을 시작했다. 당시 필리핀은 이탈리아에서 중고로 2척의 Maestrale급 호위함의 도입을 추진했으나 신규함정을 도입하는 것이 유리하다는 판단으로 이를 취소했다.
입찰은 초기단계에서 우선 당국이 정한 최소한의 요구사항을 달성해야만 하며 이후 최종오퍼를 받는식의 2단계 과정으로 추진됐다.
필리핀 해군의 호위함 도입사업에는 인도의 가든 리치 조선소 및 엔지니어 (GRSE), STX 프랑스 SA, 스페인의 Navantia SA, 대한민국 의 현대중공업 (HHI), STX 해양 및 조선 (주) 대한민국의 대우조선해양 (DSME), 독일의 티센크루프 (ThyssenKrupp) 해양 시스템 (TKMS) 등의 7개 업체가 참여했다. 필리핀 당국은 1단계 입찰의 경우 GRSE, STX France, 그리고 TKMS가 문서요구사항을 충족하지 못해 자격을 상실했고 남은 4곳의 조선소만이 자격조건을 통과했다고 발표했다. 이에 반발해 GRND와 STX France가 항소했고 필리핀 국방부 산하의 조달위원회가 이를 수리했다.

### 2단계 입찰
2016년 2월 DND는 업체들에 요구되는 새로이 갱신된 기술사양을 포함한 2단계 입찰일정을 발표했다. 갱신된 사양에는 입찰 초기의 제안보다 향샹된 능력의 기술들을 요구한 것으로 알려졌다.
2016년 3월 17일 당시 1단계 입찰과정을 통과 한 6곳의 업체 중 4곳만 2단계 입찰에 제안서를 넣은 것으로 알려졌다. 인도의 가든 리치 조선소 및 엔지니어 (GRSE). 마감일을 넘긴 STX Offshore & Shipbuilding Co.의 입찰은 거부되었지만 STX France SA는 최종입찰에 참여하지 않은 것으로 알려졌다.
4개의 업체 중 DSME와 Navantia를 제외한 GRSE와 HHI 단 2곳만이 요구조건을 충족한 것으로 발표됐다. 실격처리된 2곳의 업체들은 그러나 재심을 요구하진 않은 것으로 알려졌다.
2016년 8월, 필리핀 국방부는 미화로 약 3억 3,691만 2,000달러 규모의 계약을 현대중공업에 승인했다.
2016년 10월 24일 2척의 호위함을 제작해 인도한다는 내용의 계약서에 델핀 로렌자나 필리핀 국방장관과 현대중공업의 정기선 부사장이 서명했다.

## 센서 및 무기 시스템

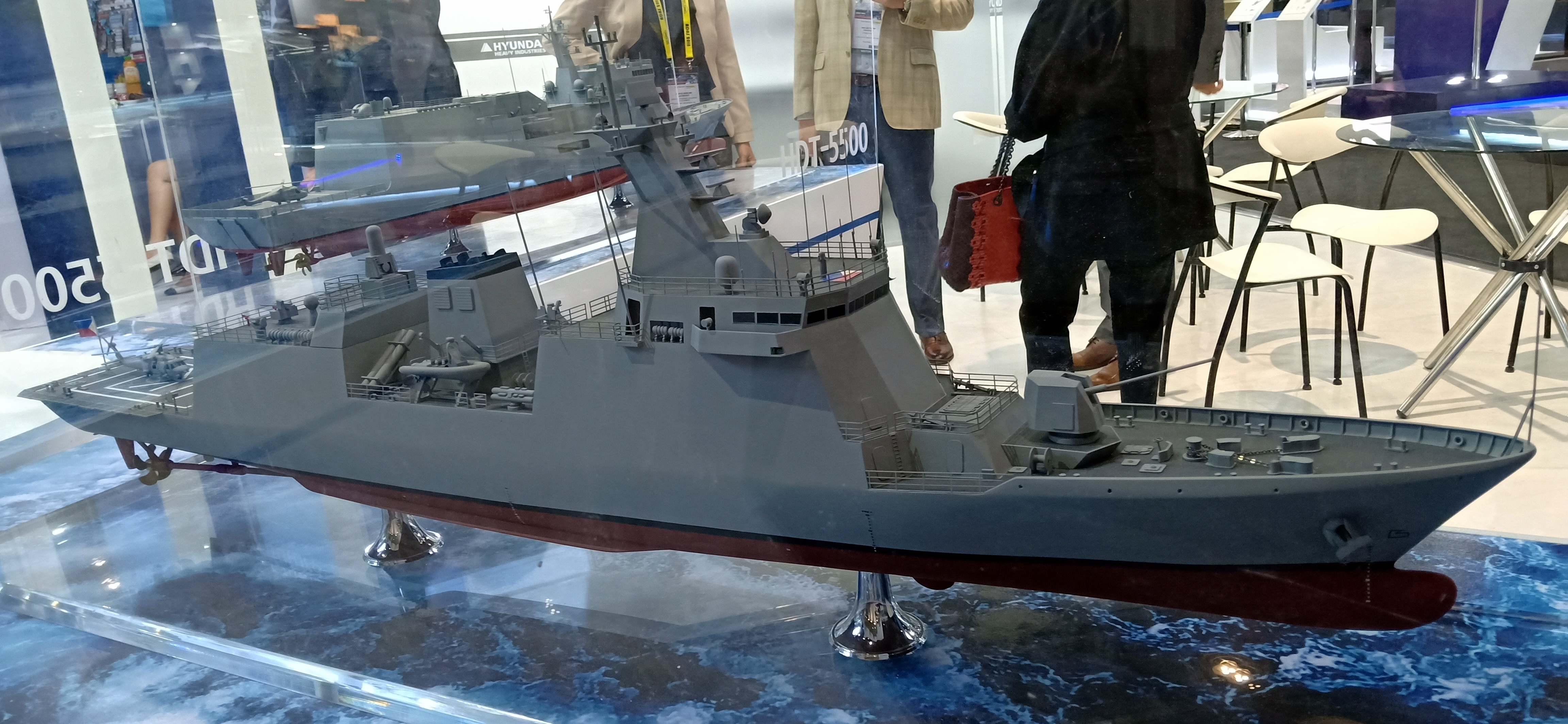
ADAS 2018에서 전시된 HDF-2500 호위함의 축적모형

함선에 탑재된 각종 센서와 무기시스템은 아래와 같은 다른 사양으로 결정된 것으로 알려졌다.
- 한화 시스템 해군 쉴드 베이스라인 2 통합 CMS
- Hensoldt TRS-3D 베이스라인 D 다중-모드 위상배열 C-밴드 레이더
- Hensoldt MSSR 2000I 피아식별 (IFF) 시스템
- Leonardo Selex ES NA-25X 화기제어 레이더
- Harris Corporation 997형 중주파 능동 및 수동 ASW 선체 장착 소나
- 한화 시스템 링크 PN 전술 데이터 링크 (링크 K에서 파생)[7]
- Elbit Systems Elisra NS90003A 전자지원 조치 (RESM)
- Terma C-Guard 대응 시스템
- Safran PASEO NS 전기 광학 추적 시스템 (EOTS)
- 보조무기로 Aselsan SMASH 30mm RCWS
- 서보워치 통합 플랫폼 관리 시스템

상기옵션 외에 아래와 같은 무장이 장착된다
- 오토 멜라라 슈퍼 래피드 76mm 주포.
- SMASH 30mm RCWS.
- LIGNex1 SSM-700K C-Star 대함 미사일.
- 함대공무기로는 MBDA 미스트랄 (미사일)
- 어뢰로는 LIGNex1 K745 청상어.
- S&T Motiv 12.7mm K6 중기관총.
- 근접 무기 시스템 (FFBNW)
- 8셀 수직 발사 시스템 (VLS) (FFBNW)
- Thales CAPTAS-2 견인 어레이 소나 시스템 (FFBNW)

## 논란
현대중공업이 필리핀 해군의 승인없이 대안으로 제시됐던 무장들을 설치했다는 논란이 제기됐다. 특히 레이더와 전투관리시스템이 업체 측 초기제안과는 달리 다운 그레이드된 제품이 탑재됐다는 주장이다. 그러나 제조사 측이 함선에 탑재될 장비들에 대한 최종 결정권한을 갖는 방향으로 계약서가 되었던 것으로 밝혀졌다. 
이 같은 논란을 제기한 필리핀 해군의 로널드 메르카도 중장은 '명령불복'과 해당 사업추진과 관련한 위기를 초래했다는 델핀 로렌자나 국방장관의 선언과 함께 경질됐다.

## 동급함
| 함명              | 선체번호 | 건조사      | 기공             | 진수            | 취역            | 상태 |
| ----------------- | -------- | ----------- | ---------------- | --------------- | --------------- | ---- |
| BRP 호세 리잘     | FF-150   | 현대 중공업 | 2018년 10월 16일 | 2019년 5월 23일 | 2020년 7월 10일 | 현역 |
| BRP 안토니오 루나 | FF-151   | 현대 중공업 | 2019년 5월 23일  | 2019년 11월 8일 | 2021년 3월 19일 | 현역 |

## 추가정보
- Darussalam급 해양순찰선, 브루나이
- 마르타디나타급 호위함, 인도네시아
- Maharaja Lela급 호위함, 말레이시아
- Kyan Sittha급 호위함, 미얀마
- 포미더블급 호위함, 싱가포르
- 푸미볼 아디야데즈급 호위함, 태국
- Đinh Tiên Hoàng급 호위함, 베트남
- 인천급 호위함, 대한민국
- 대구급 호위함, 대한민국
- Kamorta급 초계함, 인도, 기타 주요 입찰자